# Ngalop
Los Ngalop son un grupo étnico de Bután conformado por la población de etnia tibetana que migró al territorio butanés desplazando a los nativos sharchop e introduciendo el budismo y las costumbres tibetanas a Bután. Representan el grupo étnico mayoritario y políticamente dominante del país, siendo mayoría en las áreas del Norte y Oeste, incluyendo la capital butanesa Timbu. Antiguamente llamados “Bhotiya” que significa “proveniente de Bod (Tíbet)” el término es rara vez usado hoy en día. La mayoría de los Ngalop practican el budismo tibetano en su variante Kagyu aunque, al igual que en el caso de los tibetanos, algunos son bonpos. Su idioma es el Dzongkha, descendiente del tibetano y lengua oficial de Bután. Su número se calcula, según datos oficiales del gobierno butanés, en 708,500 personas, 72% de la población de Bután.